# Joseph Hardy
Joseph Hardy (Carlsbad, 8 marzo 1929 – Englewood, 6 giugno 2024) è stato un regista teatrale statunitense.

## Biografia
Joseph Hardy diresse una decina di opere teatrali e musical a Broadway tra gli anni Settanta e Ottanta. Nel 1967 vinse il Drama Desk Award al miglior regista per la sua regia del musical You're A Good Man Charlie Brown nell'Off-Broadway, mentre nel 1969 vinse il Tony Award alla miglior regia di un'opera teatrale per la sua regia del dramma Child's Play.

## Teatro

### Prosa
- Johnny No-Trump, di Mary Mercier (1967)
- Provaci ancora, Sam (Play It Again, Sam), di Woody Allen (1969)
- Child's Play, di Robert Marasco (1970)
- Bob and Ray - The Two and Only, di Bob Elliott e Ray Goulding (1970)
- Children! Children!, di Jack Horrigan (1972)
- La notte dell'iguana, di Tennessee Williams (1976)
- Diversions and Delights, di John Gay (1978)
- Romantic Comedy, di Bernard Slade (1979)

### Musical
- You're a Good Man, Charlie Brown (1971)
- Gigi (1973)